# Campionati del mondo di atletica leggera 2017 - 100 metri piani femminili
La gara dei 100 metri piani femminili dei campionati del mondo di atletica leggera 2017 si è svolta tra il 5 e il 6 agosto.

## Podio
| Pos.    | Atleta             | Nazionalità    | Tempo |
| ------- | ------------------ | -------------- | ----- |
| Oro     | Tori Bowie         | Stati Uniti    | 10"85 |
| Argento | Marie-Josée Ta Lou | Costa d'Avorio | 10"86 |
| Bronzo  | Dafne Schippers    | Paesi Bassi    | 10"96 |

## Situazione pre-gara

### Record
Prima di questa competizione, il record del mondo (RM) e il record dei campionati (RC) erano i seguenti.
| Record                | Prestazione | Atleta                               | Data                                     | Competizione  |
| --------------------- | ----------- | ------------------------------------ | ---------------------------------------- | ------------- |
| Record mondiale       | 10"49       | Florence Griffith-Joyner Stati Uniti | 16 luglio 1988 Indianapolis, Stati Uniti |               |
| Record dei campionati | 10"70       | Marion Jones Stati Uniti             | 22 agosto 1999 Siviglia, Spagna          | Mondiali 1999 |

### Campionesse in carica
Le campionesse in carica, a livello mondiale e olimpico, erano:
| Campione | Atleta                           | Prestazione | Data                                   | Competizione                |
| -------- | -------------------------------- | ----------- | -------------------------------------- | --------------------------- |
| Olimpico | Elaine Thompson Giamaica         | 10"71       | 13 agosto 2016 Rio de Janeiro, Brasile | Giochi della XXXI Olimpiade |
| Mondiale | Shelly-Ann Fraser-Pryce Giamaica | 10"76       | 23 agosto 2015 Pechino, Cina           | Campionati del mondo 2015   |

### La stagione
Prima di questa gara, gli atleti con le migliori tre prestazioni dell'anno erano:
| Pos. | Atleta                              | Prestazione | Data                                            |
| ---- | ----------------------------------- | ----------- | ----------------------------------------------- |
| 1    | Elaine Thompson Giamaica            | 10"71       | 23 giugno 2017 Kingston, Giamaica               |
| 2    | Michelle-Lee Ahye Trinidad e Tobago | 10"82       | 24 giugno 2017 Port of Spain, Trinidad e Tobago |
| 3    | Murielle Ahouré Costa d'Avorio      | 10"83       | 10 giugno 2017 Montverde, Stati Uniti           |

## Risultati

### Batterie
Le batterie preliminari si sono svolte sabato 5 agosto 2017 a partire dalle ore 11:44.

I primi tre di ogni serie (Q) e i sei tempi migliori tra gli esclusi (q) si qualificano alle semifinali.
| Pos | Batteria | Corsia | Nome                    | Nazionalità                   | Tempo | Note                                     |
| --- | -------- | ------ | ----------------------- | ----------------------------- | ----- | ---------------------------------------- |
| 1   | 1        | 3      | Gina Lückenkemper       | Germania                      | 10"95 | Q,                                       |
| 2   | 4        | 7      | Marie-Josée Ta Lou      | Costa d'Avorio                | 11"00 | Q                                        |
| 3   | 1        | 8      | Murielle Ahouré         | Costa d'Avorio                | 11"04 | Q                                        |
| 4   | 5        | 9      | Rosângela Santos        | Brasile                       | 11"04 | Q,                                       |
| 5   | 2        | 2      | Elaine Thompson         | Giamaica                      | 11"05 | Q                                        |
| 6   | 3        | 4      | Tori Bowie              | Stati Uniti                   | 11"05 | Q                                        |
| 7   | 4        | 2      | Dafne Schippers         | Paesi Bassi                   | 11"08 | Q                                        |
| 8   | 1        | 5      | Jura Levy               | Giamaica                      | 11"09 | Q                                        |
| 9   | 5        | 2      | Mujinga Kambundji       | Svizzera                      | 11"14 | Q                                        |
| 10  | 5        | 7      | Michelle-Lee Ahye       | Trinidad e Tobago             | 11"14 | Q                                        |
| 11  | 2        | 5      | Crystal Emmanuel        | Canada                        | 11"14 | Q,                                       |
| 12  | 1        | 2      | Asha Philip             | Gran Bretagna                 | 11"14 | q,                                       |
| 13  | 6        | 9      | Daryll Neita            | Gran Bretagna                 | 11"15 | Q                                        |
| 14  | 6        | 4      | Deajah Stevens          | Stati Uniti                   | 11"17 | Q                                        |
| 15  | 6        | 3      | Natasha Morrison        | Giamaica                      | 11"21 | Q                                        |
| 16  | 6        | 5      | Kelly-Ann Baptiste      | Trinidad e Tobago             | 11"21 | q                                        |
| 17  | 3        | 8      | Blessing Okagbare       | Nigeria                       | 11"22 | Q                                        |
| 18  | 6        | 6      | Ewa Swoboda             | Polonia                       | 11"24 | q,                                       |
| 19  | 4        | 9      | Carina Horn             | Sudafrica                     | 11"28 | Q                                        |
| 20  | 2        | 3      | Ariana Washington       | Stati Uniti                   | 11"28 | Q                                        |
| 21  | 5        | 3      | Simone Facey            | Giamaica                      | 11"29 | q                                        |
| 22  | 4        | 3      | Salomé Kora             | Svizzera                      | 11"30 | q                                        |
| 23  | 3        | 9      | Ivet Lalova-Collio      | Bulgaria                      | 11"31 | Q                                        |
| 24  | 3        | 2      | Desiree Henry           | Gran Bretagna                 | 11"32 | q                                        |
| 25  | 3        | 6      | Ángela Tenorio          | Ecuador                       | 11"33 |                                          |
| 26  | 2        | 6      | Wei Yongli              | Cina                          | 11"37 |                                          |
| 27  | 1        | 4      | Toea Wisil              | Papua Nuova Guinea            | 11"41 |                                          |
| 28  | 4        | 8      | Carolle Zahi            | Francia                       | 11"41 |                                          |
| 29  | 6        | 8      | Andrea Purica           | Venezuela                     | 11"43 |                                          |
| 30  | 1        | 9      | Naomi Sedney            | Paesi Bassi                   | 11"43 |                                          |
| 31  | 2        | 7      | Khalifa St. Fort        | Trinidad e Tobago             | 11"44 |                                          |
| 32  | 3        | 5      | Jamile Samuel           | Paesi Bassi                   | 11"52 |                                          |
| 33  | 2        | 4      | Orphée Neola            | Francia                       | 11"58 |                                          |
| 34  | 4        | 5      | Narcisa Landazuri       | Ecuador                       | 11"59 |                                          |
| 35  | 2        | 8      | Charlotte Wingfield     | Malta                         | 11"82 |                                          |
| 36  | 5        | 8      | Leya Buchanan           | Canada                        | 11"84 |                                          |
| 37  | 1        | 7      | Loi Im Lan              | Macao                         | 12"00 |                                          |
| 38  | 5        | 6      | Dutee Chand             | India                         | 12"07 |                                          |
| 39  | 6        | 2      | Cecilia Bouele          | Rep. del Congo                | 12"15 |                                          |
| 40  | 3        | 7      | Patricia Taea           | Isole Cook                    | 12"18 | Record nazionale                         |
| 41  | 1        | 6      | Yelena Ryabova          | Turkmenistan                  | 12"27 | Miglior prestazione personale stagionale |
| 42  | 5        | 4      | Gorete Semedo           | São Tomé e Príncipe           | 12"46 | Miglior prestazione personale            |
| 43  | 4        | 6      | Rechelle Meade          | Anguilla                      | 12"67 |                                          |
| 44  | 4        | 4      | Hereiti Bernardino      | Polinesia francese            | 12"88 |                                          |
| 45  | 6        | 7      | Zarinae Sapong          | Isole Marianne Settentrionali | 13"29 | Miglior prestazione personale            |
| 46  | 3        | 3      | Marie-Charlotte Gastaud | Monaco                        | 13"52 |                                          |
| 47  | 5        | 5      | Tatjana Pinto           | Germania                      | dq    | [ 2 ]                                    |

### Semifinale
Le semifinali si sono tenute il 6 agosto dalle ore 19:10.

I primi due di ogni serie (Q) e i due tempi migliori tra gli esclusi (q) si qualificano alla finale.
| Pos | Batteria | Corsia | Nome               | Nazionalità       | Tempo | Note                                     |
| --- | -------- | ------ | ------------------ | ----------------- | ----- | ---------------------------------------- |
| 1   | 2        | 4      | Elaine Thompson    | Giamaica          | 10"84 | Q                                        |
| 2   | 1        | 7      | Marie-Josée Ta Lou | Costa d'Avorio    | 10"87 | Q,                                       |
| 3   | 2        | 6      | Rosângela Santos   | Brasile           | 10"91 | Q,                                       |
| 4   | 3        | 4      | Tori Bowie         | Stati Uniti       | 10"91 | Q                                        |
| 5   | 1        | 6      | Dafne Schippers    | Paesi Bassi       | 10"98 | Q                                        |
| 6   | 3        | 7      | Murielle Ahouré    | Costa d'Avorio    | 10"99 | Q                                        |
| 7   | 3        | 9      | Michelle-Lee Ahye  | Trinidad e Tobago | 11"04 | q                                        |
| 8   | 1        | 2      | Kelly-Ann Baptiste | Trinidad e Tobago | 11"07 | q                                        |
| 9   | 3        | 5      | Blessing Okagbare  | Nigeria           | 11"08 |                                          |
| 10  | 2        | 7      | Mujinga Kambundji  | Svizzera          | 11"11 |                                          |
| 11  | 2        | 5      | Crystal Emmanuel   | Canada            | 11"14 | Miglior prestazione personale            |
| 12  | 3        | 8      | Natasha Morrison   | Giamaica          | 11"15 |                                          |
| 13  | 1        | 4      | Daryll Neita       | Gran Bretagna     | 11"16 |                                          |
| 14  | 3        | 6      | Gina Lückenkemper  | Germania          | 11"16 |                                          |
| 15  | 1        | 9      | Jura Levy          | Giamaica          | 11"19 |                                          |
| 16  | 3        | 2      | Asha Philip        | Gran Bretagna     | 11"19 |                                          |
| 17  | 1        | 3      | Simone Facey       | Giamaica          | 11"23 |                                          |
| 18  | 2        | 3      | Desiree Henry      | Gran Bretagna     | 11"24 |                                          |
| 19  | 1        | 8      | Ivet Lalova-Collio | Bulgaria          | 11"25 | Miglior prestazione personale stagionale |
| 20  | 2        | 9      | Carina Horn        | Sudafrica         | 11"26 |                                          |
| 21  | 2        | 8      | Ariana Washington  | Stati Uniti       | 11"29 |                                          |
| 22  | 3        | 3      | Salomé Kora        | Svizzera          | 11"31 |                                          |
| 23  | 1        | 5      | Deajah Stevens     | Stati Uniti       | 11"32 |                                          |
| 24  | 2        | 2      | Ewa Swoboda        | Polonia           | 11"35 |                                          |

### Finale
La finale si è svolta domenica 6 agosto alle ore 21:45.
| Pos | Corsia | Nome               | Nazionalità       | Tempo | Note                                     |
| --- | ------ | ------------------ | ----------------- | ----- | ---------------------------------------- |
|     | 7      | Tori Bowie         | Stati Uniti       | 10"85 | Miglior prestazione personale stagionale |
|     | 4      | Marie-Josée Ta Lou | Costa d'Avorio    | 10"86 | =                                        |
|     | 9      | Dafne Schippers    | Paesi Bassi       | 10"96 |                                          |
| 4   | 8      | Murielle Ahouré    | Costa d'Avorio    | 10"98 |                                          |
| 5   | 6      | Elaine Thompson    | Giamaica          | 10"98 |                                          |
| 6   | 3      | Michelle-Lee Ahye  | Trinidad e Tobago | 11"01 |                                          |
| 7   | 5      | Rosângela Santos   | Brasile           | 11"06 |                                          |
| 8   | 2      | Kelly-Ann Baptiste | Trinidad e Tobago | 11"09 |                                          |